# Erik Verschueren
Erik Verschueren (13 februari 1950) is een Vlaamse acteur. Na zijn opleiding in de bekende Antwerpse theaterschool Studio Herman Teirlinck heeft hij aan een aantal theater-, film-, en tv-producties in zowel België als Nederland meegewerkt.
Verschueren heeft vijf aaneengesloten seizoenen bij toneelvereniging Camere van Rhetorica Sint Jan ten Steene artistiek advies gegeven. Hij was de opvolger van actrice Danni Heylen.

## Theater
- Ivonne Lex
- Mechels Miniatuur Theater
- Internationale Nieuwe Scène

## Televisie
- BRTN: Niet voor publicatie, F.C. De Kampioenen
- VTM: Chez Bompa Lawijt, Nonkel Jef